# Jikradia longa
Jikradia longa är en insektsart som beskrevs av Carolina Godoy och Nielson 1998. Jikradia longa ingår i släktet Jikradia och familjen dvärgstritar. Inga underarter finns listade i Catalogue of Life.